# Complexul memorial „Capul de pod Șerpeni”
Complexul memorial „Capul de pod Șerpeni” a fost ridicat malul drept al Nistrului, la aproximativ 40 km est de Chișinău, în amintirea soldaților sovietici căzuți în timpul operațiunii Iași-Chișinău din anul 1944, în cursul căreia trupele sovietice au forțat Nistrul. 
Edificarea Complexului a început în anul 1995. În 2003 au demarat lucrările de reconstrucție generală a Complexului, ca o filială a Muzeului Armatei. La 22 august 2004, la Șerpeni a avut loc inaugurarea solemnă a memorialului reconstruit. La realizarea acestui edificiu de pe malul Nistrului, zeci de oameni din Rusia și Ucraina au acordat o susținere substanțială. Având în vedere faptul că, printre participanții la luptele capului de pod se numără și ostași din țările CSI, la ceremonia de inaugurare oficială au participat, alături de veteranii din Republica Moldova și veteranii din Ucraina, Rusia, Kazahstan, Uzbekistan, Belarus ș.a. 

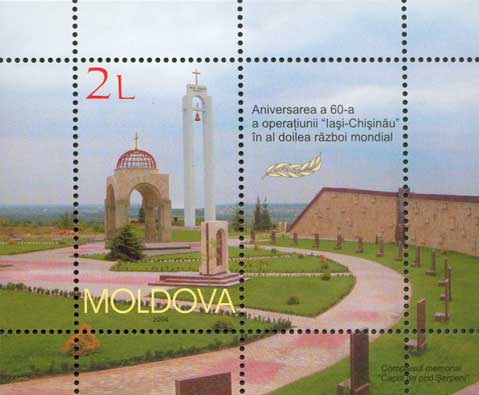
Timbru poștal din Republica Moldova editat în 2004 cu ocazia aniversării a 60 de ani de la ofensiva Iași-Chișinău.

Acest memorial este așezat pe un petic de pământ care în vara anului 1944 avea un front de numai 8 km și o adâncime de 3 km, el fiind constituit din câteva elemente de bază: pe de o parte este un altar stilizat care are în centru un safeu din marmură, edificat în biserică, în care numele celor peste 11 mii de soldați, care au murit pe aceasta fâșie îngustă de pământ de la Nistru, este imortalizat pe plăcile de granit. Pe mijloc se află focul veșnic, ce străjuiește doi piloni înalți, uniți la vârf de o cruce.